# Molen Zuider-G
Molen Zuider-G is een omstreeks 1598 (of 1669) gebouwde poldermolen aan de Grote Sloot in Burgerbrug. Molen Zuider-G bemaalde afdeling Zuider-G van de Zijpe- en Hazepolder. De molen is een rietgedekte achtkantige molen van het type grondzeiler met een oud-Hollands wiekenkruis. De molen is, zoals meer Noord-Hollandse poldermolens, een binnenkruier. In 1877 werd het scheprad in de molen vervangen door een vijzel. De molen was seinmolen voor de Schermerboezem.
Tot 1957 werd de polder uitsluitend op windkracht bemalen. Molen Zuider-G is sinds 1967 eigendom van de Stichting de Zijper Molens, die de molen maalvaardig heeft laten restaureren.
De molen heeft de status rijksmonument.
Zijpe Molen D ·
Molen F ·
Molen L-Q ·
Molen N-G ·
Molen N-M ·
Molen O-N ·
Molen O-T ·
Molen P ·
Molen P-V ·
Molen Zuider-G

Stichting Zijpermolens